# Sophie Kothbauer
Sophie Kothbauer (* 18. Oktober 2003) ist eine österreichische Skispringerin.

## Werdegang
Kothbauer, die in Eferding lebt, nimmt seit Januar 2017 regelmäßig an Springen des Alpencups teil. Anfang 2020 gab sie in Rastbüchl ihr Debüt im FIS Cup und errang sofort zwei vierte Plätze. Wenige Tage später sprang Kothbauer auch erstmals im Continental Cup und holte dort ebenfalls Punkte. Sie startete auch bei der Junioren-WM 2022 und im darauffolgenden Sommer zum ersten Mal im Grand Prix.
Beim Continental-Cup-Springen in Vikersund im Dezember 2022 zogen sich sowohl Kothbauer als auch ihre Landsfrau Vanessa Moharitsch infolge von Stürzen jeweils Kreuzbandrisse am rechten Knie zu. Am 4. Januar 2025 trat Kothbauer im Rahmen des Intercontinental-Cups wieder international an.

## Statistik

### Grand-Prix-Platzierungen
| Saison | Platz | Punkte |
| ------ | ----- | ------ |
| 2022   | 055.  | 003    |

### Continental-Cup-Platzierungen
| Saison  | Platz | Punkte |
| ------- | ----- | ------ |
| 2019/20 | 089.  | 018    |
| 2021/22 | 027.  | 149    |
| 2022/23 | 069.  | 019    |

### FIS-Cup-Platzierungen
| Saison  | Platz | Punkte |
| ------- | ----- | ------ |
| 2019/20 | 031.  | 105    |
| 2020/21 | 040.  | 048    |
| 2021/22 | 072.  | 075    |
| 2022/23 | 047.  | 065    |